# Едріан Берд
Едріан Берд (англ. Adrian Peter Bird, нар. 3 липня 1947, Вулвергемптон, Велика Британія) — британський генетик, професор Единбурзького університету. Його дослідження метилювання ДНК пролили світло на механізм виникнення синдрому Ретта.

## Нагороди та визнання
- 1989: фелло Лондонського королівського товариства[3].
- 1991: член Європейської академії[4]
- 1994: член Королівського товариства Единбурга[5]
- 1999: Louis-Jeantet Prize for Medicine[en][6]
- 1999: Медаль Габора[en][7]
- 2001: член Академії медичних наук[en][8]
- 2005: Командор Ордена Британської імперії (CBE)[9]
- 2008: Grand Prix Charles-Leopold Mayer[en][10]
- 2011: Міжнародна премія Гайрднера[11]
- 2012: GlaxoSmithKline Prize[en][12]
- 2013: BBVA Foundation Frontiers of Knowledge Awards
- 2013: Медіакомпанія «Thomson Reuters» включила Берда в свій список найімовірніших кандидатів на отримання Нобелівської премії з медицини
- 2013: Лицар-бакалавр
- 2016: Премія Шао з медицини (разом з Гуда Зогбі)[13]
- 2016: член Національної академії наук США[14]
- 2017: Charles Rodolphe Brupbacher Preis[de]
- 2018: Медаль Б'юкенена[en][15]
- 2020: Brain Prize[en]